# Либохова
Либохова (алб. Libohova, Libohovë) — город на юге Албании в области Гирокастра. Население 3 651 (2005).

## География
Город расположен у подножия горы Бурето (алб. Mali i Buretos, 1763 метров).

## История
Город возник вокруг крепости, построенной в 1796–98 годах могущественным родом Либохова. Вплоть до коммунистической эпохи беи Либохова играли важное значение в политической жизни Южной Албании.

## Известные уроженцы
- Рустеми, Авни  (1895—1924) — деятель албанского национально-освободительного и революционно-демократического движения.